# Hướng đông

La bàn: N – bắc; W – tây; E – đông; S – nam.

Hướng Đông (tiếng Anh: East, chữ Hán: 東) hay "Hướng 3 giờ" là một trong bốn hướng địa lý chính, được ký hiệu là E hoặc Đ trên la bàn. Hướng này đối diện với hướng Tây, vuông góc với hướng Bắc và hướng Nam. Hướng Đông còn để chỉ bên phải trong các bản đồ, sơ đồ. Hướng Đông là hướng mặt trời mọc trên trái đất. Phương vị: 90°.
Nằm giữa hướng Đông và hướng Bắc là hướng Đông Bắc, còn nằm giữa hướng Đông và hướng Nam là hướng Đông Nam.